# Laplaciano vectorial
En matemáticas y física, el operador Laplaciano vectorial {\displaystyle \nabla ^{2}}, nombrado así en honor a Pierre-Simon Laplace, es un operador diferencial definido sobre un campo vectorial. El Laplaciano vectorial es similar al Laplaciano escalar. Mientras que el Laplaciano escalar se aplica sobre campos escalares y devuelve una cantidad escalar, el Laplaciano vectorial se aplica sobre campos vectoriales y da como resultado otra cantidad vectorial. En coordenadas cartesianas, el campo vectorial que devuelve dicha operación es igual al vector de operadores Laplacianos escalares aplicados sobre cada componente del campo vectorial al que hemos aplicado el Laplaciano vectorial.

## Definición
El Laplaciano vectorial de un campo vectorial {\displaystyle \mathbf {A} } se define como
{\displaystyle \nabla ^{2}\mathbf {A} =\nabla (\nabla \cdot \mathbf {A} )-\nabla \times (\nabla \times \mathbf {A} ).}
En Coordenadas cartesianas, el resultado se expresa de una forma mucho más sencilla:
{\displaystyle \nabla ^{2}\mathbf {A} =(\nabla ^{2}A_{x},\nabla ^{2}A_{y},\nabla ^{2}A_{z}),}
Dónde {\displaystyle A_{x}}, {\displaystyle A_{y}}, y {\displaystyle A_{z}} son las componentes espaciales del vector {\displaystyle \mathbf {A} }. Esto puede ser visto como un caso especial de la fórmula de Lagrange, véase Producto triple.
Para ver expresiones del Laplaciano vectorial en otros sistemas de coordenadas, véase Nabla en coordenadas cilíndricas y esféricas.

### Generalización
El Laplaciano de cualquier campo tensorial {\displaystyle \mathbf {T} } (donde "tensor" incluye los casos escalar y vectorial) está definido como la divergencia del gradiente del tensor
{\displaystyle \nabla ^{2}\mathbf {T} =\nabla \cdot (\nabla \mathbf {T} ).}
Para el caso especial en el que {\displaystyle \mathbf {T} } es un escalar (un tensor de rango cero), el Laplaciano toma la forma usual conocida
Si {\displaystyle \mathbf {T} } es un vector (un tensor de rango 1), el gradiente es una derivada covariante que da lugar a un tensor de rango 2, y la divergencia de este es otra vez un vector. La fórmula para el Laplaciano vectorial definida arriba está escrita de tal manera que evita el uso de fórmulas tensoriales, y puede demostrarse que es equivalente a la divergencia del gradiente de un vector, la cual es igual a:
{\displaystyle \nabla \mathbf {T} =(\nabla T_{x},\nabla T_{y},\nabla T_{z})={\begin{bmatrix}T_{xx}&T_{xy}&T_{xz}\\T_{yx}&T_{yy}&T_{yz}\\T_{zx}&T_{zy}&T_{zz}\end{bmatrix}},{\text{ donde }}T_{vu}\equiv {\frac {\partial T_{u}}{\partial v}}.}
De la misma manera, el producto escalar de un vector {\displaystyle \mathbf {A} } (tensor de rango 1) por el gradiente de otro vector {\displaystyle \nabla \mathbf {B} } (tensor de rango 2), puede ser visto como el producto de matrices
{\displaystyle \mathbf {A} \cdot \nabla \mathbf {B} ={\begin{bmatrix}A_{x}&A_{y}&A_{z}\end{bmatrix}}\nabla \mathbf {B} ={\begin{bmatrix}\mathbf {A} \cdot \nabla B_{x}&\mathbf {A} \cdot \nabla B_{y}&\mathbf {A} \cdot \nabla B_{z}\end{bmatrix}}.}
Estas identidades están escritas explícitamente en coordenadas cartesianas y, por tanto, no son resultados generales.

## Uso en física
Un ejemplo del uso del Laplaciano vectorial son las ecuaciones de Navier-Stokes para un flujo incompresible newtoniano
{\displaystyle \rho \left({\frac {\partial \mathbf {v} }{\partial t}}+(\mathbf {v} \cdot \nabla )\mathbf {v} \right)=\rho \mathbf {f} -\nabla p+\mu \left(\nabla ^{2}\mathbf {v} \right),}
donde el término con el laplaciano vectorial del campo de velocidad {\displaystyle \mu \left(\nabla ^{2}\mathbf {v} \right)} representa las tensiones viscosas en el fluido.
Otro ejemplo muy usado en Física es la ecuación de ondas  para el campo eléctrico, que puede ser derivada a partir de las
ecuaciones del Maxwell. En particular, en ausencia de cargas y corrientes, se tiene
{\displaystyle \nabla ^{2}\mathbf {E} -\mu _{0}\varepsilon _{0}{\frac {\partial ^{2}\mathbf {E} }{\partial t^{2}}}=\Box \,\mathbf {E} =0,}
donde {\displaystyle \Box } es el D'Alembertiano, que se usa, por ejemplo, en la ecuación de Klein–Gordon.